# Ecología de la Sierra Nevada
Consulte Sierra Nevada para obtener información general sobre la cadena montañosa de Estados Unidos
La ecología de la Sierra Nevada, situada en los estados estadounidenses de California y Nevada, es diversa y compleja. La combinación de clima, topografía, humedad y suelos influye en la distribución de comunidades ecológicas a lo largo de una elevación de 200 m s. n. m. a 4400 m s. n. m. Las zonas bióticas van desde comunidades de matorrales y chaparrales en elevaciones bajas hasta bosques subalpinos y praderas alpinas en las elevaciones más altas. Las ecorregiones particulares que siguen contornos de elevación a menudo se describen como una serie de cinturones que siguen el trayecto de la Sierra.  Hay muchas rutas de senderismo, caminos pavimentados y terracerías así como vastas tierras fiscales en la Sierra Nevada para explorar los diferentes tipos de biomas y ecosistemas .
El oriente y occidente de la Sierra Nevada contienen distintas especies de plantas y animales sustancialmente diferentes, debido a que el este se encuentra a la sombra de la lluvia de la cresta. Por tanto, las plantas y animales del este están adaptados a condiciones más secas. 
Las altitudes enumeradas para las zonas bióticas corresponden al centro de la Sierra Nevada. El clima a lo largo del eje norte-sur de la cordillera varía: las elevaciones de los límites de las zonas bióticas se extienden hasta los 300 m s. n. m. desde el extremo norte hasta su extremo sur. 

## Zonas bióticas occidentales

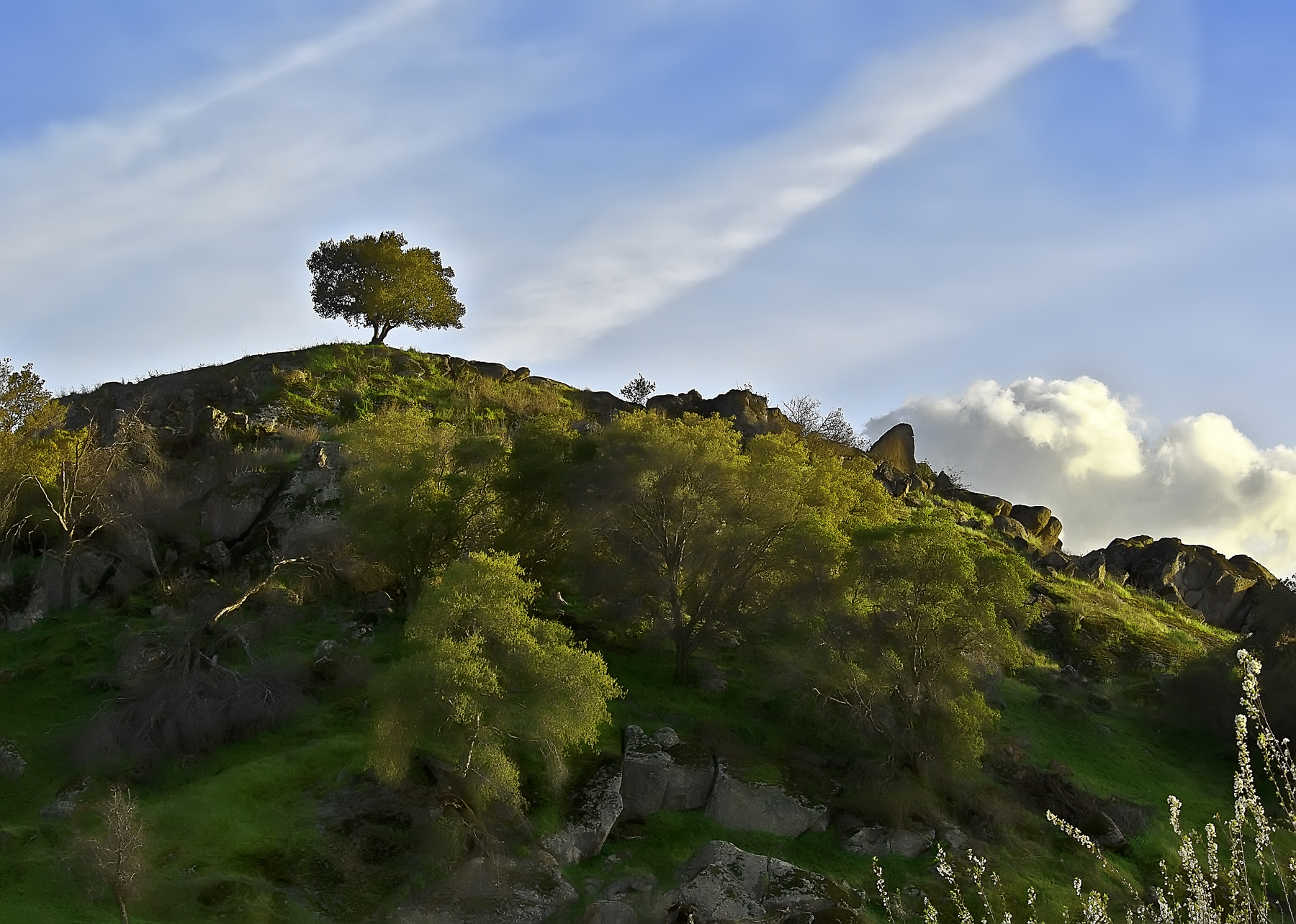
Bosque en las estribaciones de la Sierra Nevada

### Bosque de colina y zona de chaparrales
La zona biótica de menor elevación de la Sierra Nevada se encuentra a lo largo del límite con el Valle Central.  Esta zona, extendiéndose en elevaciones desde 150 hasta 1070 m s. n. m., está compuesta por una zona de bosque de colina, una zona cálida y seca en verano con escasa o nula nieve en invierno.  Las estribaciones están cubiertas por pastizales de especies mayoritariamente no nativas, pastizales mixtos, sabana, una comunidad de bosque de colina compuesta por roble azul, pino gris y chaparral . Muchas de las comunidades de plantas son similares a las que se encuentran en las cordilleras costeras interiores de California.  Los animales típicos de esta zona incluyen el oso negro, cacomixtles, el coyote, la ardilla gris, el  gato montés, el venado mula de California y el zorrillo.  En las estribaciones de la parte norte de Sierra Nevada, el toyon y el chamise a menudo co-dominan ciertas comunidades abiertas de chaparral serpentino. 

### Bosque Montano Inferior

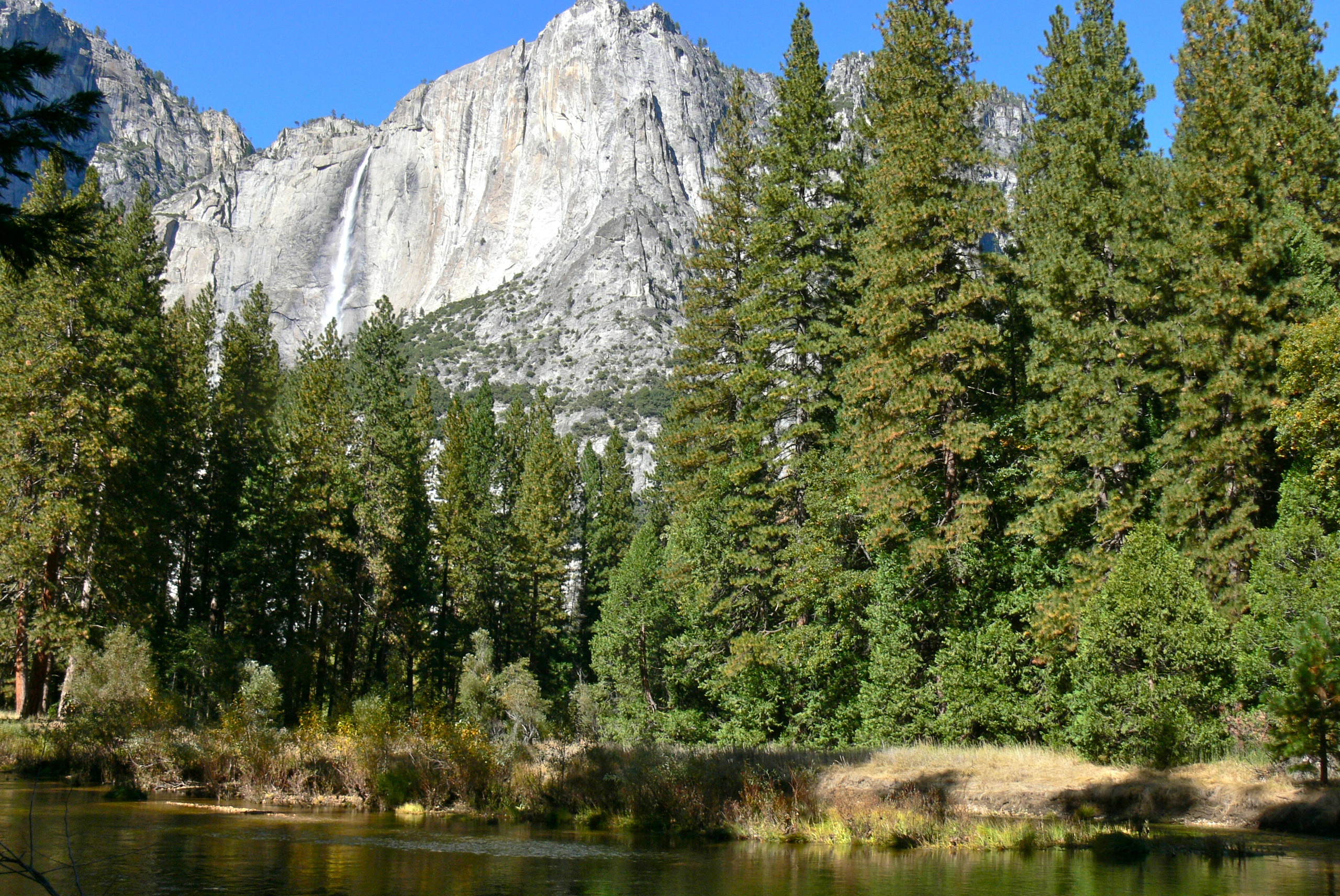
El Valle de Yosemite se encuentra en el bosque montano inferior de la Sierra Nevada

Comenzando cerca de los 900 m s. n. m. de elevación, los calurosos veranos secos y los inviernos frescos y húmedos del clima mediterráneo dan lugar a la zona de bosque montano bajo. Esta zona también se conoce como zona de bosque de pino amarillo . La acumulación de varios pies de nieve durante el invierno es común y puede permanecer en el suelo durante varios meses. La diversidad de especies de árboles que se encuentran en esta zona hacen de este un bosque hermoso e interesante para explorar. Las especies indicadoras del bosque montano bajo son el pino ponderosa y el pino Jeffrey : el pino ponderosa se encuentra generalmente en el lado oeste de la Sierra, mientras que el pino Jeffrey se encuentra al este.  Los bosques montanos bajos también incluyen árboles como el roble negro de California, el pino de azúcar, el cedro de incienso y el abeto blanco.  Los animales que se pueden encontrar en esta zona incluyen al junco de ojos oscuros, el  carbonero de montaña, la ardilla gris occidental, el venado bura y al oso negro americano.  El sapo de Yosemite, especie en peligro de extinción, se encuentra en los bosques montanos del centro de Sierra Nevada, a elevaciones de 1460 a 3630 m s. n. m. 
Las características del Bosque Montano Bajo cambian con la latitud. Al norte de Grass Valley, el bosque montano inferior oscila entre 600 a 1200 m s. n. m., con poblaciones inferiores de pino ponderosa y superiores del abeto Douglas.  En la Sierra media, al sur del río Merced, el bosque montano bajo tiene la misma elevación, pero las precipitaciones disminuyen y el bosque se mezcla con el chaparral.  En la Sierra sur, el bosque montano bajo se encuentra entre 900 a 1500 m s. n. m., pero puede alcanzar hasta 1800 m s. n. m. con el pino ponderosa dominando la zona. A diferencia del norte, la geología del bosque montano bajo del sur está dominada por granito. 

### Bosque Montano Medio

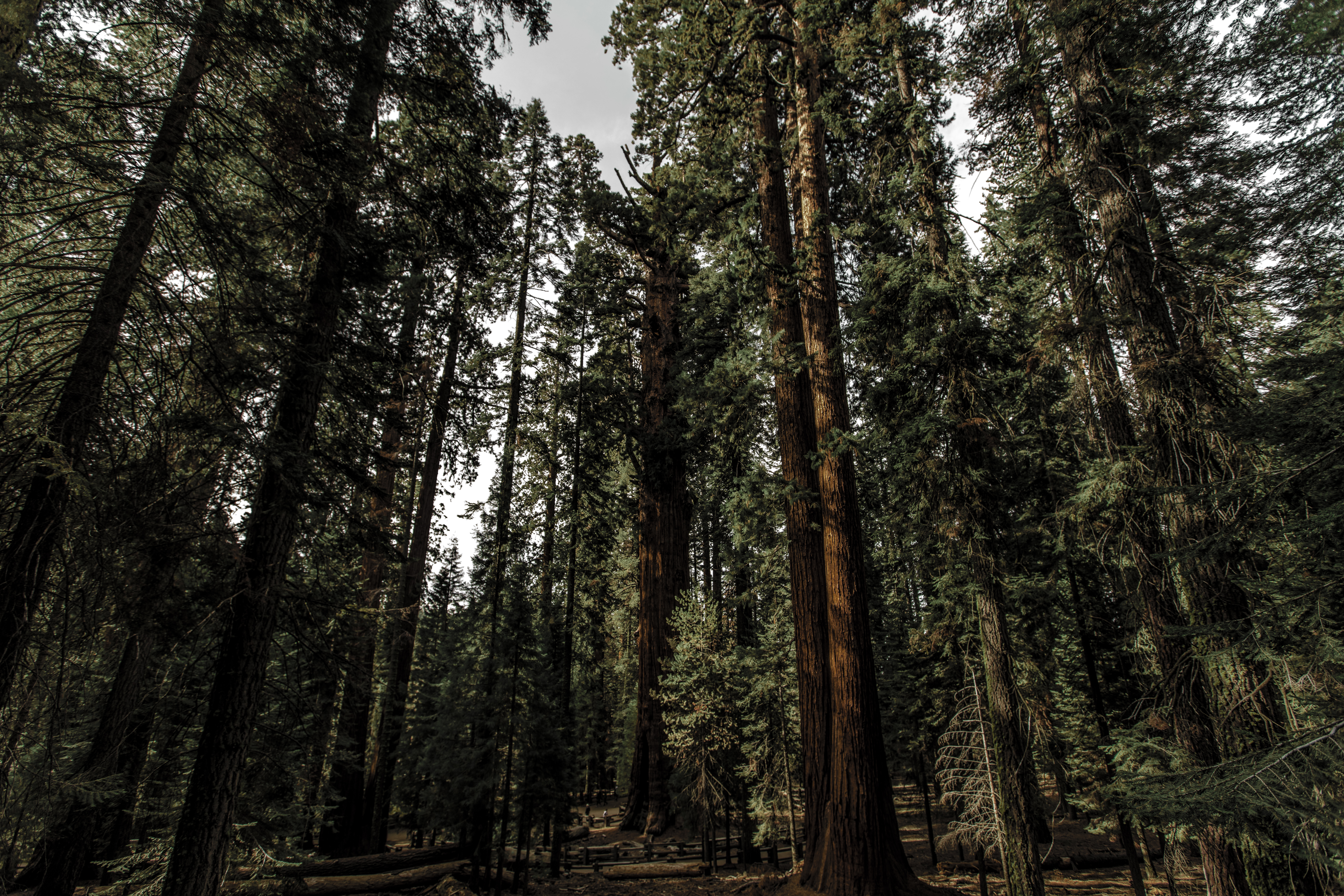
Vista de árboles de Secuoya en el Parque Nacional de las Secuoyas

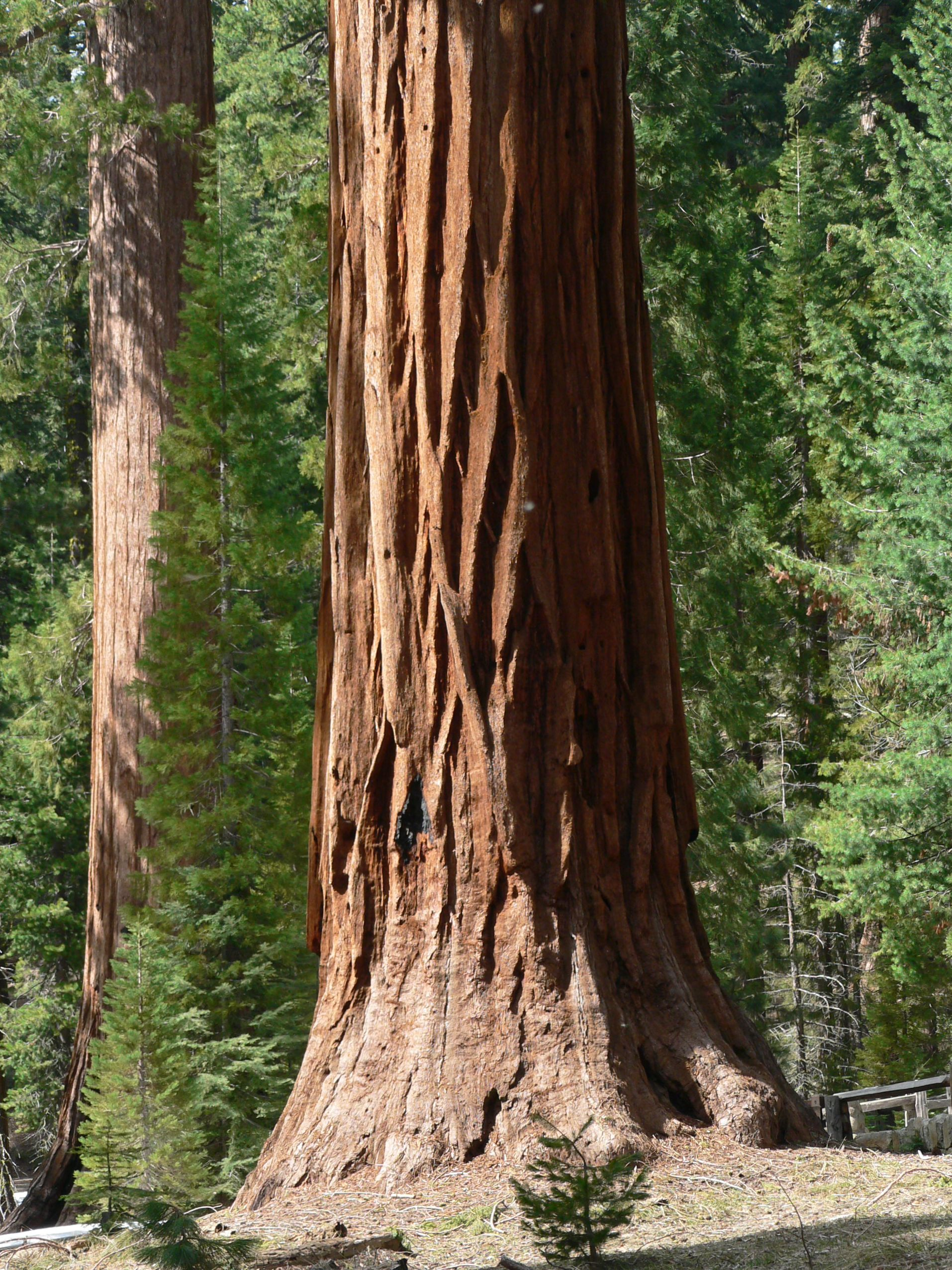
Secuoya gigante en Mariposa Grove, Parque Nacional Yosemite

El bosque de montano medio crece en las laderas occidentales de Sierra Nevada en elevaciones moderadas. Al norte del lago Tahoe, el bosque de montano medio se encuentra entre los 900 a 1800 m s. n. m. Entre Tahoe y Yosemite, el bosque oscila entre los 1200 a los 1800 m s. n. m., mientras que al sur de Yosemite, entre los 1500 a los 2100 m s. n. m. La zona de montaña media tiene un bosque mixto de abeto blanco, abeto Douglas costero, pino ponderosa, pino Jeffrey, roble, roble negro y tanoak, dependiendo de la ubicación. 
Al norte de Tahoe, el bosque montano medio tiene más abetos blancos y abetos de Douglas, y menores poblaciones de pino ponderosa que hacia el sur. El pino jeffrey se encuentra en suelos de lava ultramáfica.  En Yosemite y zonas sureñas se encuentra la secuoya gigante en lugares más húmedos. 

### Bosque Montano Alto

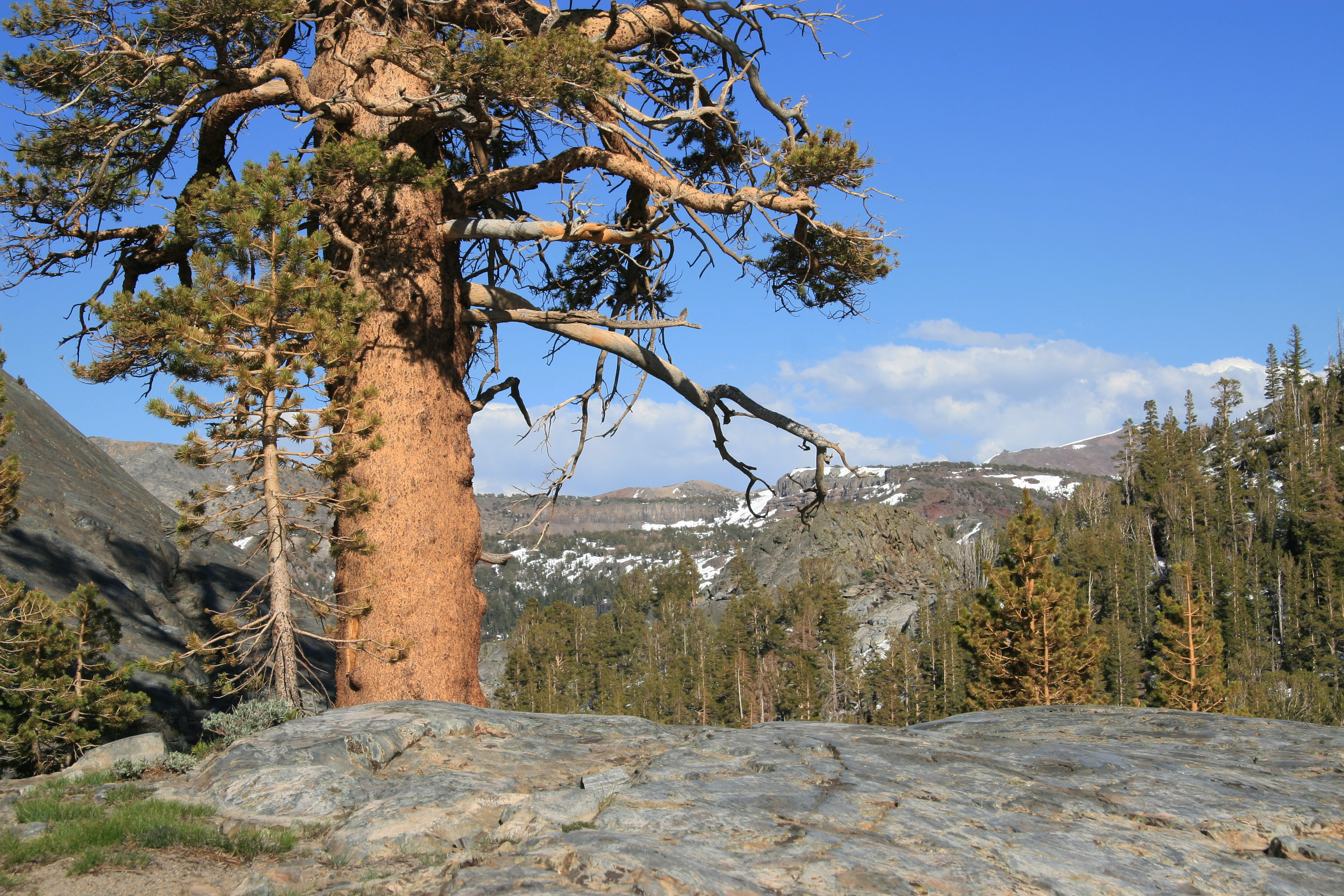
Vista de Pinus Contorta en el Bosque Montano Alto

El bosque montano alto comienza en elevaciones más altas, cerca de los 2100 m s. n. m., donde el clima montano se caracteriza por veranos cortos, húmedos y frescos e inviernos fríos y húmedos. La nieve comienza a caer en noviembre y puede acumularse a profundidades de hasta 2 metros y permanece hasta junio. Son típicos de este bosque los abetos rojos y pinos torcidos (especies indicadoras). En esta zona también puedes encontrar al pino jeffrey, cuya corteza produce un olor a vainilla así como al enebro occidental. Las flores silvestres florecen en los prados de junio a agosto.  Los animales comunes en esta zona son el zorzal ermitaño, el  urogallo (Dendragapus obscurus), el búho real, la ardilla de manto dorado y raramente a la marta.  Los bosques montanos superiores se pueden ver desde Tioga Pass Road al este de Crane Flat, la carretera a Glacier Point y la Ruta Estatal de California 108.
La elevación de la zona montañosa alta cambia conforme a la latitud: ocurre de 1800 a 2400 m s. n. m. (metros sobre el nivel del mar) al norte de Yosemite, y de los 2100 hasta los 2700 m s. n. m. al sur. 

### Bosque Subalpino

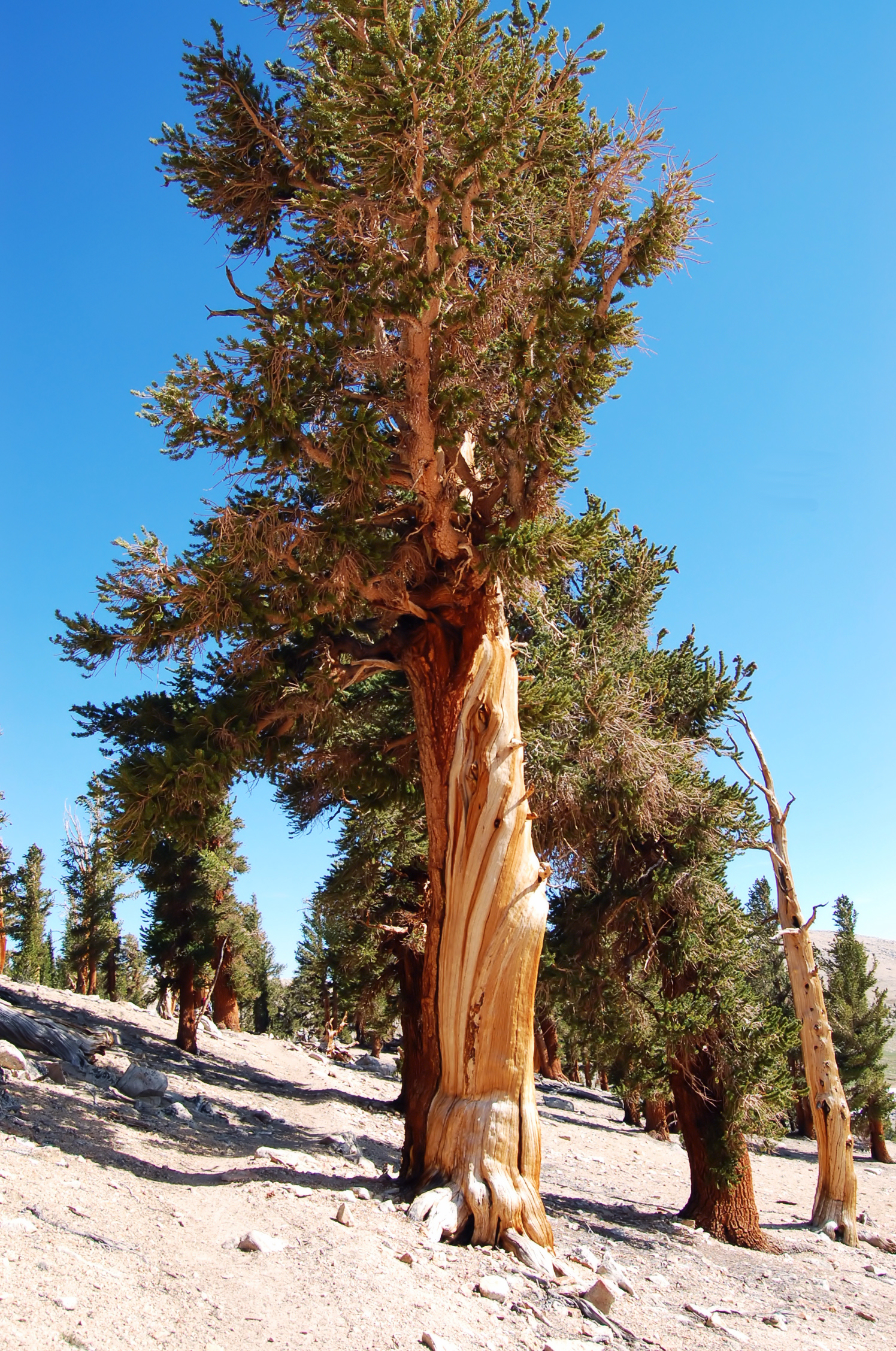
Un pino cola de zorra en un bosque subalpino abierto

El bosque montano superior es reemplazado por el bosque subalpino con una elevación de 2700 m s. n. m., donde el clima es más fresco con una temporada de crecimiento corta debido a los inviernos largos, fríos y nevados. Son típicas acumulaciones de 1 a 2,5 metros de nieve. 
El árbol más común en el bosque subalpino es el pino de corteza blanca.  El pino blanco occidental, la cicuta de montaña y el pino torcido también se encuentran en este bosque con muchas praderas subalpinas que florecen durante verano.  Muchas especies viven y transitan esta zona, incluido el cascanueces americano. 
La vegetación y la ecología están determinadas por el duro clima, con abundante nieve y viento.  Además, los suelos son finos y pobres en nutrientes.  Debido a estas duras condiciones, la vegetación crece lentamente y a bajas temperaturas. Además, el entorno estresante suprime la competencia entre especies y promueve el mutualismo.  Las condiciones marginales hacen que la zona subalpina de Sierra Nevada sea sensible a cambios ambientales, como el calentamiento global y la contaminación. 
Al sur de Bridgeport, el bosque subalpino oscila entre 2700 a 3400 m s. n. m. de elevación y contiene como vegetación a los pinos de Balfour, mientras que al norte, el bosque subalpino oscila entre 2400 a 3000 m s. n. m. y el pino de Balfour está ausente. 

### Zona Alpina

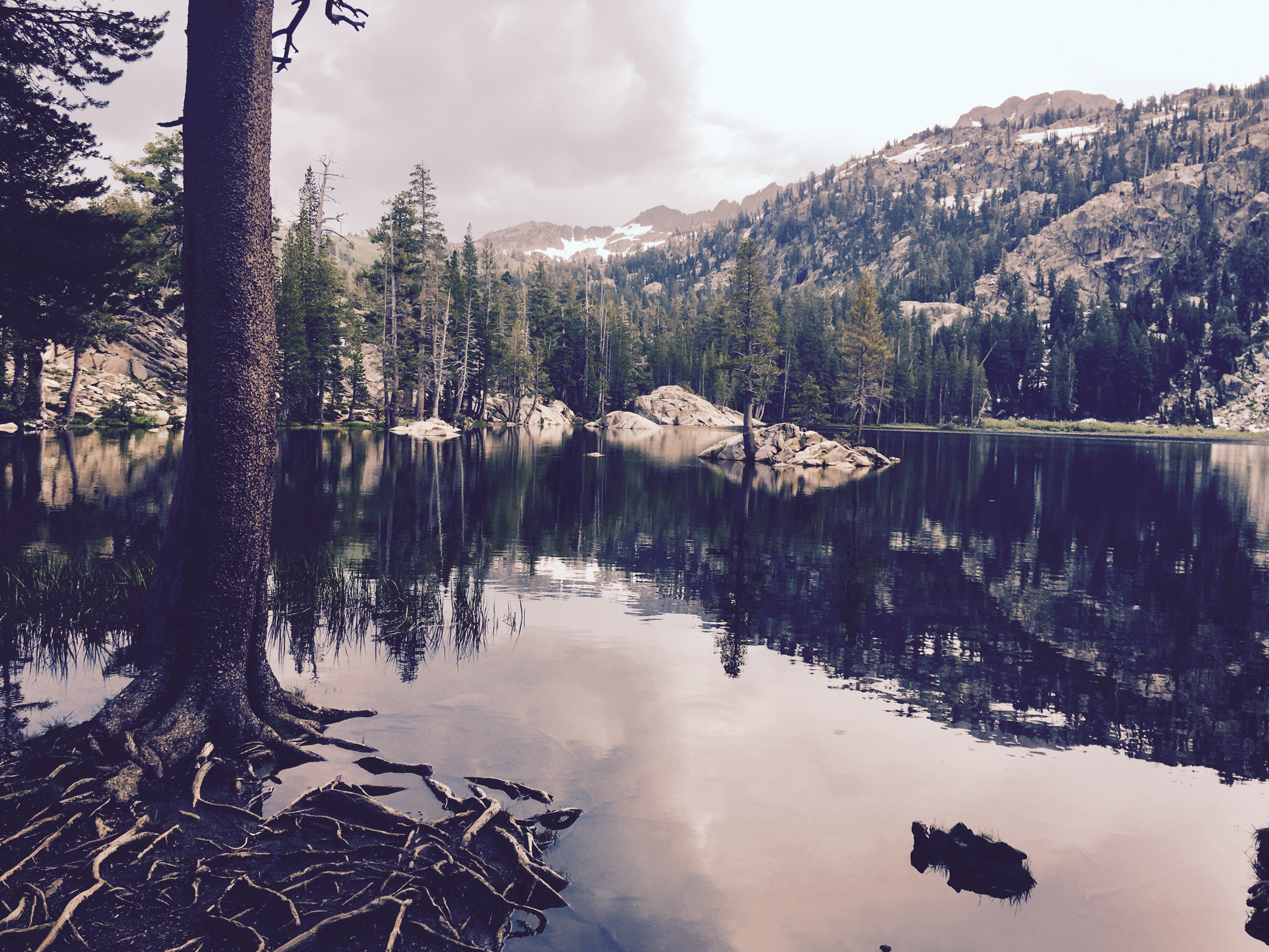
Bosques en la zona alpina

La zona alpina comienza cerca de los 3200 m s. n. m. (en la Sierra sur) y cerca de 2700 m s. n. m. (en el norte).  Esta zona se distingue fácilmente por estar por encima de la línea de árboles . En esta zona no crecen árboles debido a las duras condiciones climáticas. En estas elevaciones son típicos los veranos cortos y frescos con inviernos largos, fríos y nevados. Muchos afloramientos graníticos expuestos, taludes y campos de rocas limitan la cantidad de vegetación que crece aquí. Las vegetación herbácea necesita florecer y producir sus semillas rápidamente durante el corto período del verano, sin heladas. La flora incluye plantas en cojín, pastos, sauces y juncos.  La flora de macrolíquenes en la zona no está bien desarrollada en comparación con las zonas alpinas vecinas en las Montañas Rocosas y las montañas del noroeste del Pacífico.   Algunas especies animales que están adaptadas a esta zona incluyen el pika americano, la ardilla terrestre de Belding, la marmota de vientre amarillo y el borrego cimarrón de la Sierra Nevada, en peligro de extinción.  Esta zona se puede ver de cerca haciendo caminatas o subiendo a altas elevaciones en la Sierra.

## Zonas bióticas orientales
Las cuatro zonas bióticas orientales más altas son idénticas a las zonas occidentales, pero a mayor elevación, debido a la baja precipitación . La elevación de estas zonas en el centro de la Sierra son: 
- Zona alpina: 3500 m s. n. m. y elevaciones superiores
- Bosque subalpino: 3200-3500 m s. n. m.
- Bosque montano alto: 2700-3200 m s. n. m.
- Bosque montano bajo: 2100-2700 m s. n. m. (dominado fuertemente por pinos Jeffrey).

En el valle Owens, la zona de bosques de colina es reemplazada por una zona de bosques de piñoneros y enebros, caracterizada por pinos piñoneros monophylla y enebros de sierra. El sotobosque contiene en su vegetación a la artemisa grande (Artemisia tridentata) y maleza negra (Coleogyne ramosissima). 
Los pinos Jeffrey aparecen a lo largo de los arroyos. Los animales destacados de esta zona son el arrendajo piñonero y el borrego cimarrón del desierto . La Zona de los Bosques de Piñón-Junípero se extiende hasta por 1500 m s. n. m. de elevación. 
Por debajo de los 1500 m s. n. m., no hay suficiente precipitación para sustentar a los árboles. Las zonas debajo de esta elevación son la Zona de Matorrales de Artemisas, la Zona de Matorral de Arbustos Salados y la Zona del Sumidero Alcalino, zonas destacadas debido a la salinidad del suelo. 

## Amenazas

### Plantas exóticas en el Parque Nacional Yosemite

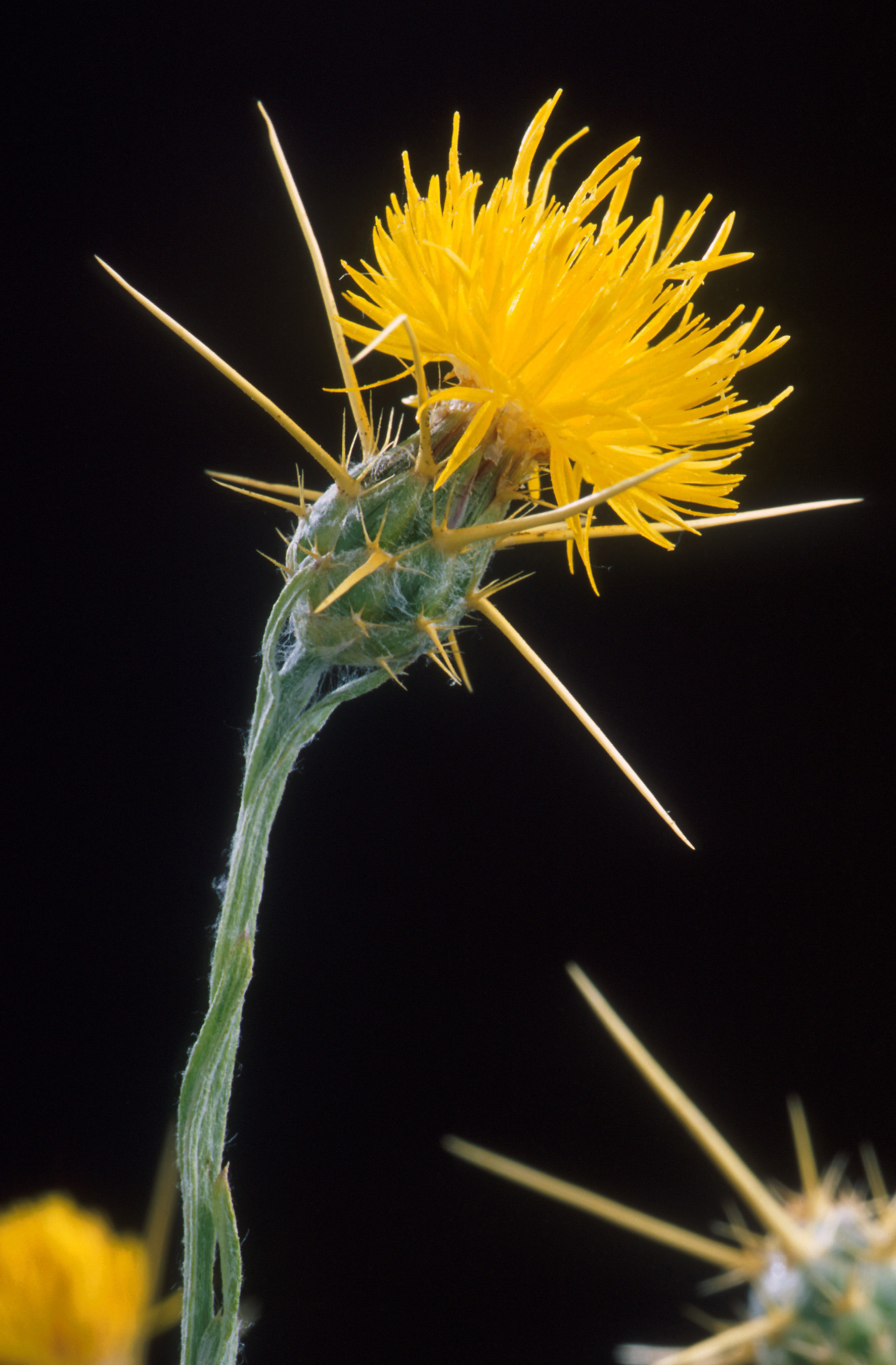
Vista del cardo amarillo: especie exótica de la sierra

El Parque Nacional Yosemite se han documentado más de 130 especies de plantas no nativas dentro de los límites del parque. Estas plantas no endémicas se introdujeron en el parque tras la migración de los primeros colonos a finales de la década de 1850. Las perturbaciones naturales y provocadas por el hombre, como los incendios forestales y las actividades de construcción, han contribuido a un rápido aumento en la propagación de plantas exóticas. Varias de estas especies invaden y desplazan agresivamente a las comunidades de plantas endémicas, lo que genera impactos en el ambiente del parque. Las plantas introducidas pueden provocar cambios significativos en los ecosistemas de los parques al alterar las comunidades de plantas endémicas y los procesos que las sustentan. Algunas especies introducidas pueden causar un aumento en la frecuencia de incendios en el área y aumentar la disponibilidad de nitrógeno en el suelo, lo que puede permitir que se establezcan más plantas introducidas. Muchas especies introducidas, como el cardo amarillo (Centaurea solstitialis), son capaces de producir una larga raíz principal que les permite competir con las plantas endémicas por el agua disponible.
El cardo del toro (Cirsium vulgare), el gordolobo común (Verbascum thapsus) y la hierba klamath (Hypericum perforatum) han sido identificados como plantas nocivas en Yosemite desde la década de 1940. Otras especies que han sido reconocidas recientemente como agresivas y requieren control son el cardo amarillo, el trébol dulce (Melilotus spp.), la mora del Himalaya (Rubus discolor), la mora de hojas cortadas (Rubus laciniatus) y el bígaro (Vinca major). 

### Minero Lodgepole de aguja
El minero lodgepole de aguja (Coleotechnites milleri) es un insecto endémico de las cuencas superiores de los ríos Tuolumne y Merced del Parque Nacional Yosemite y de una pequeña cabecera de drenaje del río San Joaquín (Bosque Nacional Sierra). Vive principalmente entre las hojas del pino torcido durante dos años, emergiendo como una pequeña polilla gris durante algunas semanas en julio en años impares. Esto evita que los depredadores se conviertan en agentes de control eficaces y permite que las poblaciones aumenten rápida y eficazmente. Si bien los brotes prehistóricos regulares de esta especie se han confirmado mediante la dendrocronología, los registros históricos documentan brotes en los períodos de 1903 a 1921, de 1933 a 1941 y de 1947 a 1963.
En toda la Sierra Nevada todavía destacan extensas áreas de " bosques fantasma " y árboles de paja. El monitoreo anual de la densidad de los Mineros Lodgepole de Aguja comenzó en 1966, y hay 28 parcelas permanentes dispersas al norte de la Cordillera Catedral . El brote actual comenzó en 1973 y se ha extendido por el lado sur de la Cordillera Catedral, llegando al campamento Sunrise High Sierra en 2001. El Bosque Fantasma que era evidente en la cima entre el lago Tenaya y Tuolumne Meadows a finales de la década de 1970 fue notablemente reforestado en el año 2000. La defoliación de los mineros Lodgepole con aguja se extiende actualmente sobre aproximadamente 160 km² , con casi 40 km² de mortalidad baja y alta cada año.
Si bien, los incendios por rayos son frecuentes en las comunidades del pino contorta, por lo general siguen siendo pequeños, con estimados intervalos de retorno de incendios en el Parque Nacional Yosemite que son largos (en comparación con la mayoría de los otros tipos de bosques). Por lo tanto, se cree que las actividades de extinción de incendios forestales han tenido poca influencia sobre la composición de especies, la estructura, los combustibles y los procesos naturales en los bosques de pino contorta. Además, en comparación con los bosques de pinus contorta de las montañas Rocosas, el fuego juega un papel menor, por lo que la plaga asume una mayor importancia en la dinámica de población de los bosques de pinos contorta en la Sierra Nevada. Sin embargo, la dinámica del bosque de las Montañas Rocosas también está fuertemente influenciada por brotes de insectos, principalmente escarabajos de la corteza. 

## Especies en estado especial
En la Sierra Nevada existen al menos 1.300 especies de plantas vasculares, junto con numerosas briofitas y líquenes. Existen al menos 450 especies de animales vertebrados. Un total de 135 especies de plantas de Sierra Nevada tienen estatus de Amenazada, En Peligro o Sensible. 
Las plantas que son especies de interés federal según la Ley Federal de Especies en Peligro incluyen a:
| Image                                              | Scientific name                                  |
| -------------------------------------------------- | ------------------------------------------------ |
|                                                    | Cebollín de tres brácteas (Allium tribracteatum) |
| Girasol lanudo de Yosemite (Eriophyllum nubigenum) |                                                  |
|                                                    | Lomatium de Congdon (Lomatium congdonii),        |
|                                                    | Berro de Tiehm (Boechera tiehmii),               |
|                                                    | Flor de mono (Erythranthe filicaulis)            |
|                                                    | Trébol de Bolander (Trifolium bolanderi).        |

Aunque la Categoría 2 fue abolida en 1996, las especies en observación se refiere a aquellas especies que podrían estar disminuyendo o requieren de acciones de conservación concentradas para evitar la disminución. Por lo tanto, estas seis especies continúan siendo evaluadas y gestionadas por el Servicio de Parques Nacionales. 
Cuatro especies de plantas raras incluidas en la lista se consideran restringidas y limitadas en todo o una parte significativa de su área de distribución, y pueden representar poblaciones disjuntas en el extremo de su área de distribución:
1. Cebolla de Yosemite (Allium yosemitense)
2. Juncia de Tompkin (Carex tompkinsii)
3. Girasol lanudo de Congdon (Eriophyllum congdonii)
4. Lewisia de Congdon (Lewisia congdonii). [18]

Las especies de animales en peligro o amenazadas que se encuentran en la Sierra Nevada incluyen: 
1. Borrego cimarrón de la Sierra Nevada ( Ovis canadensis sierrae ), en peligro de extinción (2000)
2. Cóndor de California (Gymnogyps californianus), en peligro de extinción (1967) [20]
3. Mosquero saucero (Empidonax traillii extimus), en peligro de extinción (1995)
4. Trucha degollada paiute (Oncorhynchus clarki seleniris), amenazada (1975) [21]
5. Trucha degollada de Lahontan (Oncorhynchus clarki henshawi), amenazada (1975) [22]
6. Gila Bicolor (Gila bicolor snyderi), en peligro de extinción (1985) [23]

## Humedales

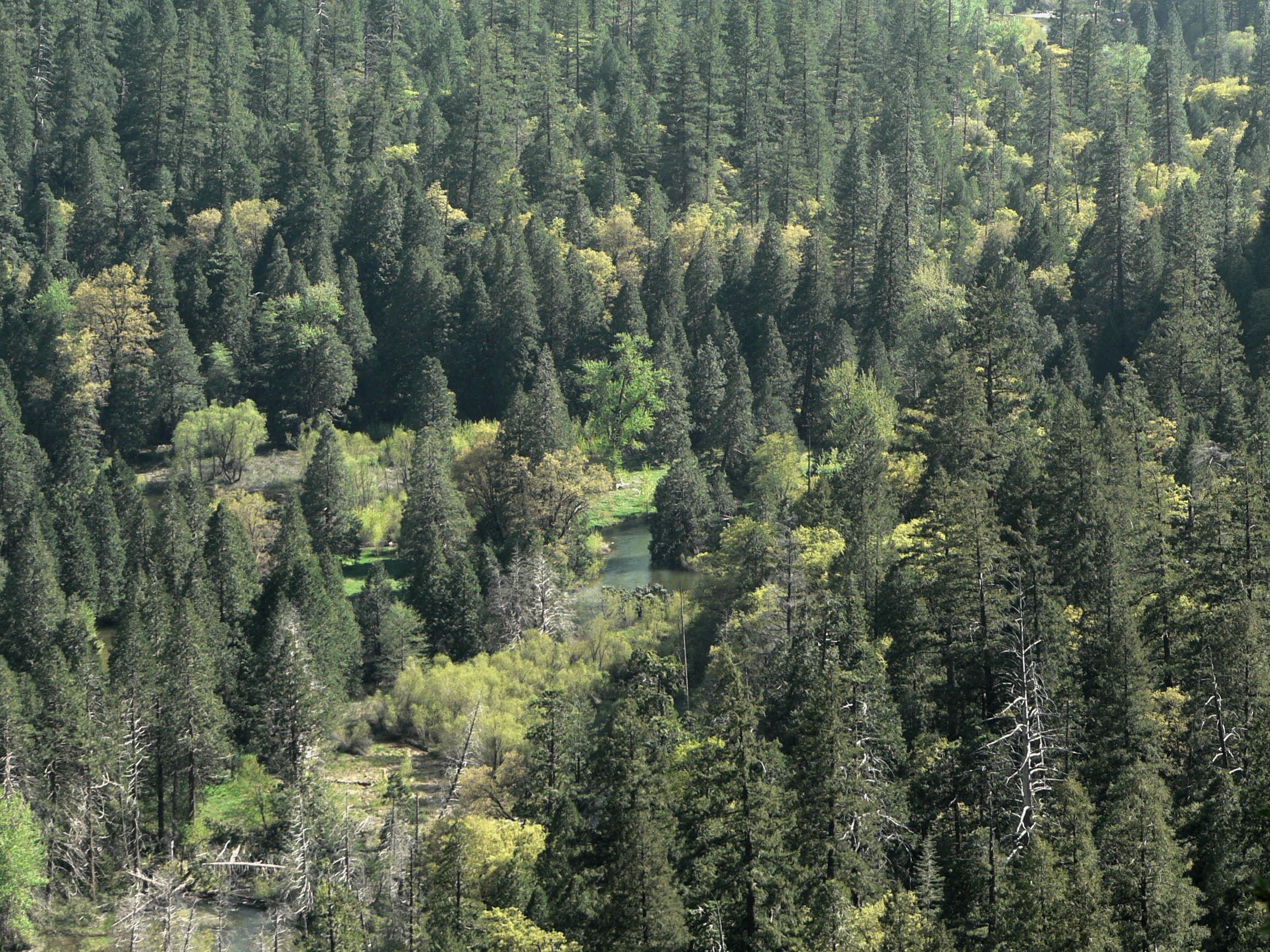
Hábitat ribereño (humedal ribereño) junto al arroyo de Tenaya.

Los humedales de Sierra Nevada se encuentran en el fondo de los valles a lo largo de toda la cordillera y, a menudo, están vinculados hidrológicamente a lagos y ríos cercanos a través de inundaciones estacionales y movimientos de aguas subterráneas. Hábitats de pradera, distribuidos en elevaciones de 910 a 3350 m s. n. m., son generalmente humedales, al igual que los hábitats ribereños que se encuentran en las orillas de numerosos arroyos y ríos. 
La Sierra contiene tres tipos principales de humedales:
1. Fluvial
2. Lacustre
3. Palustre

Cada uno de estos tipos de humedales varía en distribución geográfica, duración de la saturación, comunidad de la vegetación y funciones generales del ecosistema . Los tres tipos de humedales proporcionan un hábitat rico para especies de plantas y animales, retrasan y almacenan las inundaciones estacionales, minimizan la erosión y mejoran la calidad del agua. 
Los humedales ribereños se encuentran dentro de los canales de ríos y arroyos y están fuertemente influenciados por los patrones de escurrimientos estacionales. Cuando se inundan, los humedales ribereños proporcionan hábitat para plantas tolerantes al agua, como los sauces, y animales acuáticos, como los renacuajos y los peces inmaduros. 
Los humedales lacustres generalmente se encuentran en llanuras aluviales de ríos y a lo largo de las orillas de los lagos y están influenciados por variaciones estacionales en los niveles subterráneos acuíferos. Estos humedales son raros en la cordillera, pero albergan una gran cantidad de especies de plantas y animales preferentes de aguas cálidas. 
Los humedales palustres se distinguen típicamente de los sistemas ribereños y lacustres por la presencia de capas muy densas de árboles, arbustos o plantas emergentes. Este tipo de humedal incluye praderas húmedas, hábitats ribereños con densa vegetación y estanques poco profundos. Proporcionan cobertura y forraje para la vida silvestre que viaja entre hábitats acuáticos y de tierras altas. 

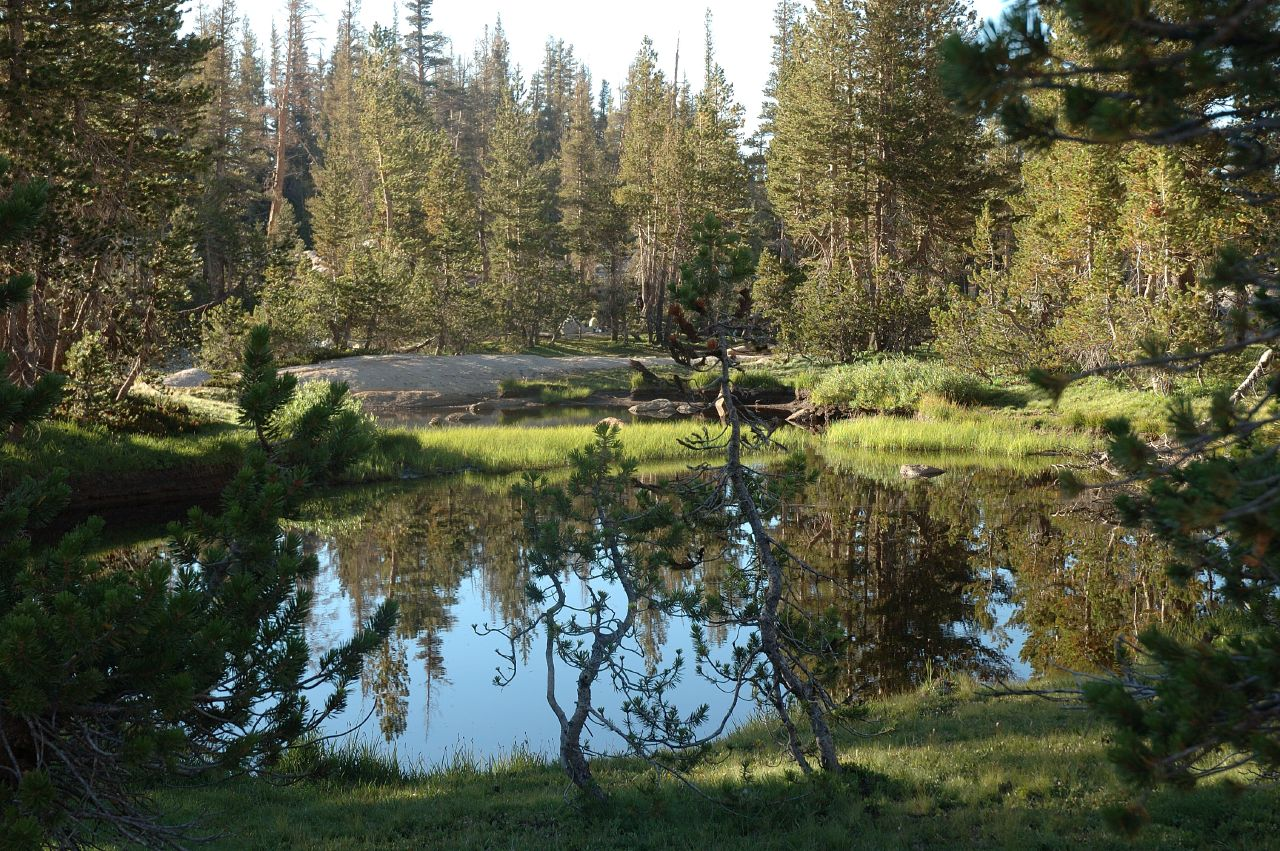
Humedal Palustre en el Parque Nacional Yosemite.

Desde la década de 1970, Estados Unidos ha logrado avances sustanciales en la protección y restauración de los hábitats de los humedales. Todas las tierras federales en Sierra Nevada cumplen con una Orden Ejecutiva Presidencial de 1990 que exige que no haya pérdida neta de humedales y exige que las agencias federales cartografíen y protejan todos los humedales existentes. 
En 1996, el Servicio de Pesca y Vida Silvestre de los Estados Unidos delineó y clasificó algunos de los humedales de la Sierra Nevada, incluido todo el Parque Nacional Yosemite. Esto se realizó mediante un análisis de fotografías aéreas y mapas topográficos, como parte del Sitio Web del Inventario Nacional de Humedales (NWI). Los mapas del NWI no han sido rigurosamente verificados sobre el terreno y sólo delinean humedales de más de 2 hectáreas en tamaño.
El Servicio de Parques Nacionales restaura a las condiciones naturales los humedales que han sido drenados y rellenados en el pasado. Más recientemente, en el valle de Yosemite, el proyecto de restauración de Cook's Meadow implicó llenar antiguas zanjas de drenado que drenaban la pradera y retirar un antiguo lecho de carretera que inhibía el flujo de agua. Estas acciones actualmente están siendo monitoreadas con transectos de vegetación y mapeo de aguas superficiales para determinar el éxito del proyecto en la restauración del humedal. 
 